# Robert Nathaniel Dett

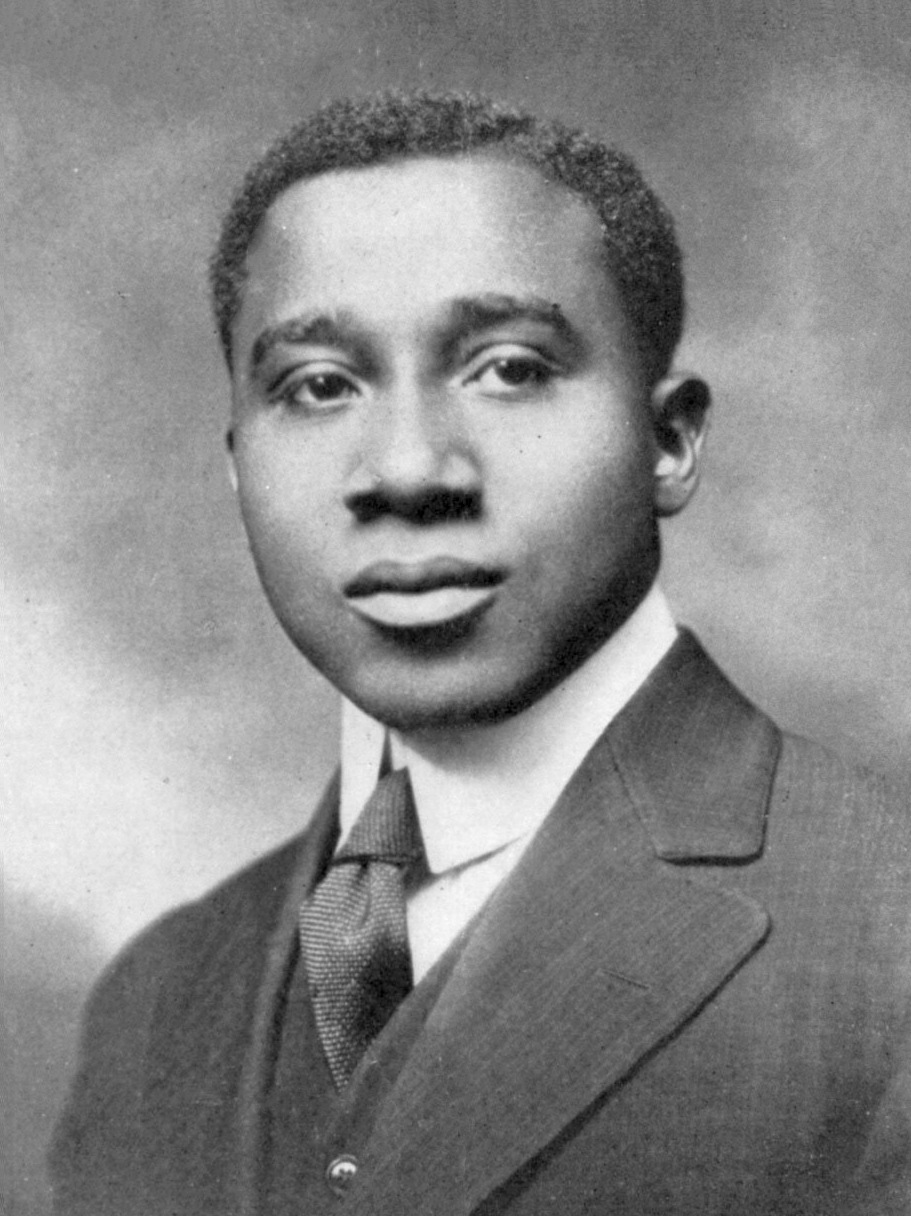
Robert Nathaniel Dett

Robert Nathaniel Dett (* 11. Oktober 1882 in Drummondville, Ontario; † 2. Oktober 1943 in Battle Creek, Michigan) war ein aus Kanada stammender afro-amerikanischer Komponist und Pianist.

## Leben
Robert Nathaniel Dett studierte von 1903 bis 1908 am Oberlin Conservatory of Music, wo er als erster Afroamerikaner den Grad eines Bachelor of Music erreichte. Danach unterrichtete er am Lane College in Jackson/Tennessee. Zwischen 1913 und 1932 wirkte er in Hampton/Virginia, wo er die School of Music, die Hampton Choral Union, die Musical Arts Society und den Hampton Institute Choir gründete. Von 1920 bis 1921 studierte er bei Arthur Foote an der Harvard University, 1929 bei Nadia Boulanger in Paris und danach an der Eastman School of Music. Er übersiedelte nach Rochester/New York, wo er auch für den Rundfunk arbeitete und 1937 nach Greensboro (North Carolina), wo er am Bennett College für afro-amerikanische Studentinnen unterrichtete.
Bekannt wurden vor allem seine Bearbeitungen von Negro Spirituals. Daneben komponierte er drei Oratorien, sechs Klaviersuiten, Motetten und Lieder.

## Familie
Robert Nathaniel Dett war mit der Pianistin Helen Elise Smith Dett (1888–1950) verheiratet, der ersten afroamerikanischen Absolventin des Damrosch Institute of Musical Art, dem Vorläufer der Juilliard School. Sie hatten zusammen zwei Töchter.

## Werke

### Oratorien
- Music in the Mine, 1916
- The Chariot Jubilee für Tenor, Chor und Orchester, 1921
- The Ordering of Moses, 1937

### Klaviersuiten
- Magnolia, 1912
- In the Bottoms, 1913
- Enchantment, 1922
- The Cinnamon Grove, 1928
- Tropic Winter, 1938
- Eight Bible Vignettes, 1941–1943